# مترو كييف
مترو كييف: (بالأوكرانية: Ки́ївський метрополіте́н) أحد أهم وسائل النقل العام السريع في العاصمة الأوكرانية كييف، افتتح المترو بتاريخ (6 نوفمبر 1960) يعتبر أول مترو أنفاق في أوكرانيا والثالث في الاتحاد السوفييتي، بعد موسكو وسانت بطرسبرغ. يتألف من خمسة خطوط، ثلاثة خطوط تعمل وخطين تحت التطوير  بطول إجمالي يبلغ 67.56 كيلومترًا (41.98 ميل) و52 محطة. ينقل النظام 1.331 مليون مسافر يوميًا (2015)، وهو ما يمثل نسبة 46.7٪ من أجمالي النقل العام في كييف (2014). في عام 2016، نقل المترو 484.56 مليون مسافر. يحوي أعمق محطة مترو أنفاق في العالم، وهي محطة أرسنالنا بعمق ( 105.5 م أو 346.1 قدمًا)

## خطوط مترو أنفاق كييف
| # | الأسم                  | أللون      | تأريخ الأفتتاح | عدد المحطات | الطول ب كم |
| - | ---------------------- | ---------- | -------------- | ----------- | ---------- |
| 1 | سفياتوشينسكو بروفارسكا | الأحمر     | (1960.11.06)   | 18          | 22,75      |
| 2 | ابولونسكو تيريمكيفسكا  | الأزرق     | (1976.12.17)   | 18          | 20,95      |
| 3 | سيريتسكو بيجيرسكا      | الأخضر     | (1989.12.31)   | 16          | 23,9       |
| 4 | باديلسكو فيكهوريفسكا   | برتقالي    | قيد الأنشاء    | 16-18       | ~16        |
| 5 | ليفو بيريشنا           | أزرق سماوي | قيد الانشاء    | 12-13       | ~11,5      |
| 6 | المجوع:                |            |                | 52          | 67,6       |